# نوبندغان (مقاطعة فسا)
نوبندغان (بالفارسية: نوبندگان) هي مدينة تقع في منطقة نوبندغان من مدينة فسا في محافظة فارس في إيران. يقدر عدد سكانها بـ 2,933 نسمة .